# Borussia (Schiff, 1905)
Die dritte Borussia der Hamburg-Amerikanischen Packetfahrt-Actien-Gesellschaft (Hapag) war ein von der Krupp´schen Germaniawerft in Kiel gebautes Einzelschiff, das als Truppentransport-  oder Auswandererschiff eingesetzt werden sollte.
Am 22. Oktober 1907 kenterte die  Borussia bei der Kohlenübernahme auf dem Tejo nahe Lissabon. Drei Personen kamen dabei ums Leben.

## Baugeschichte
Die Borussia wurde für die seit 1904 wieder verstärkte Ostasienfahrt der Hapag bestellt. Die Gesellschaft hatte sich zwar aus der gemeinsam mit dem NDL betriebenen Reichspostdampferlinie zurückgezogen, aber mit dem NDL das Fortbestehen einer Frachtlinie vereinbart, auf der Schiffe mit bis zu 40 Kabinenpassagieren betrieben werden durften. Der NDL hatte bei dem Zugeständnis sicher an ältere vorhandene Dampfer der Hapag wie die A-Klasse oder die ehemalige Dampfer der Kingsin-Linie gedacht. Die Hapag hatte allerdings schon 1903 neue Schiffe der Rhenania-Klasse bestellt, die dann dem NDL doch ernsthaft Konkurrenz machten, da sie eine bessere, wenn auch kleinere Passagiereinrichtung hatten, die zwar erheblich langsamer als die Reichspostdampfer waren, allerdings die Reise nach Japan zu einem sensationell niedrigen Passagepreis anboten.
Die Borussia unterschied sich von den beim Bremer Vulkan gebauten Einschraubenschiffen der Rhenania-Klasse durch ihren Doppelschraubenantrieb und eine erheblich einfachere Ausstattung der Passagierräume. Im Zivilbetrieb konnte das Schiff 100 Kabinenpassagiere und über 1700 Fahrgäste im Zwischendeck befördern. Als Truppentransporter sollte sie 1350 Soldaten befördern.
Das am 24. März 1905 in Kiel vom Stapel gelaufene Schiff wurde von der Hapag am 15. Juli 1905 übernommen.

## Im Dienst der Hapag
Am 30. Juli 1905 legte der neue Dampfer in Hamburg zu seiner Jungfernreise nach Ostasien ab. 1906 erhielt die Hapag den Auftrag, die Ablösungstransporte für die in Ostasien eingesetzten Streitkräfte durchzuführen. Seit 1904 fanden dazu in der Regel zwei Transporte statt, um zum einen das Personal der Garnison des Schutzgebietes Kiautschou zum Teil auszutauschen und zum anderen etwa die Hälfte der Besatzungen des Kreuzergeschwaders zu ersetzen. Die Hapag setzte die Borussia für die Transporte ein, die am 13. Januar 1906 mit dem sogenannten Garnisonstransport Wilhelmshaven verließ und nach einem Aufenthalt in Tsingtau vom 26. Februar bis zum 7. März am 19. April 1906 wieder in Wilhelmshaven eintraf. Die zweite Reise begann am 10. Mai in Hamburg, wohin das Schiff nach einem Aufenthalt in Tsingtau von einer Woche am 12. August zurückkehrte.
Der nächste Einsatz des Schiffes erfolgte am 15. September 1906 nach Brasilien. Auf dieser Strecke waren 1906 auch die zuvor nach Ostasien eingesetzten Rugia und Rhaetia zum Einsatz gekommen, da die Hapag nach Verhandlungen mit dem NDL den Passagiertransport nach Ostasien wieder einstellte.
1907 führte die Borussia erneut den Ablösungstransport für das Kreuzergeschwader durch, der am 26. April in Wilhelmshaven begann und am 1. August in Hamburg endete.

## Der Untergang derBorussia
Am 22. Oktober 1907 lief die Borussia unter Kapitän Hansen auf der Rückreise von Brasilien mit einer Ladung Kaffee und Tabak sowie 44 Passagieren Lissabon an, um dort 400 Tonnen Kohlen und Frischwasser für den Rest der Reise nach Hamburg zu übernehmen. Die Kohlen- und Wasserübernahme erfolgte auf dem Tejo aus Leichtern. Fast zum Ende der Kohlenübernahme und als die Passagiere von einem kurzen Landausflug an Bord zurückkehrten, trieb das vor Anker liegende Schiff etwas ab. Die Borussia geriet dabei in eine leichte Schräglage, und Wasser drang durch die geöffneten Kohlenpforten in das Schiff ein. Versuche, das Schiff mit Schleppern auf den Strand zu setzen, scheiterten. Die Schräglage nahm weiter zu, und schließlich kenterte das Schiff bei
38° 41′ 30″ N, 9° 11′ 0″ W. Ein Kajütenjunge, der Dolmetscher eines Reisebüros und ein Fahrgast ertranken.
Das Seeamt stellte fest, dass Kapitän und Besatzung richtig auf die Bedrohung reagiert hatten. Das Schiff habe durch Mehrgewicht bei der Bauausführung viel zu tiefe Kohlenpforten gehabt. Dies hätte die Reederei schon bei der Abnahme bemängeln müssen. Der Kapitän habe schon bei der Übernahme des Kommandos diese Schwachstelle kritisiert. Eine Abhilfe sei aber nicht erfolgt.